# Резолюция Совета Безопасности ООН 27
Резолюция 27 Совета Безопасности Организации Объединённых Наций, принятая 1 августа 1947 года, призвала противостоящие стороны Индонезийской национальной революции (Нидерланды и индонезийские республиканцы) сложить оружие и разрешить конфликт мирным путем.
Резолюция была принята частями (а не в целом).